# Cäsar und sein Legionär
Cäsar und sein Legionär ist eine Geschichte von Bertolt Brecht. Die Erzählung wurde von ihm 1942 verfasst und erstmals gedruckt als Teil von Brechts Kalendergeschichten. Die Geschichte spielt im Römischen Reich und handelt von Cäsars Fall.
Die Erzählung ist in zwei Kapitel unterteilt, mit den Titeln Cäsar und Cäsars Legionär. Beide Teile erzählen dieselbe Geschichte, nämlich jene von Gaius Julius Cäsar und dessen Niedergang. Im ersten Kapitel wird die Geschichte aus der Sicht des Feldherrn Cäsar geschildert. Der zweite Teil handelt von demselben Ereignis aus Sicht des Titus Rarus, eines Angestellten Cäsars.

## Entstehung
Die Erzählung sollte Brecht anfangs als Konzept für einen Film dienen. Dieser Film sollte ursprünglich „Cäsars letzte Tage“ heißen. Es ist unklar, ob es jenen Film gegeben hat oder dieser einfach nicht veröffentlicht wurde. Brecht stützte seine Erzählung auf alte geschichtswissenschaftliche Schriften und vermittelt so eine sehr realitätsgetreue Geschichte. Brecht schrieb „Cäsar und sein Legionär“ 1942, als er im amerikanischen Exil war. Erstmals gedruckt wurde der Text erst 1949, in der ersten Ausgabe der Kalendergeschichten.

## Inhalt
Die Geschichte erzählt den Untergang Cäsars aus zwei Perspektiven. Einerseits tut sie dies aus Sicht des Gaius Julius Cäsar, andererseits aus Sicht des Titus Rarus, eines Sekretärs und engen Vertrauten Cäsars. Die Erzählung spielt sich um 44 v. Chr. ab und wird in auktorialer und persönlicher Erzählweise erzählt (siehe Typologisches Modell der Erzählsituationen). Sie widerspiegelt die starke Zuneigung Brechts zum Marxismus und behandelt zudem die soziale Ungleichheit und den Krieg, der in den meisten Kalendergeschichten von Bertolt Brecht ein Hauptthema ist.

### Cäsar
Am Anfang der Geschichte plant Cäsar den Angriff auf den Osten. Er ist sich sicher, dass das Volk den Krieg nicht mehr mit ihm durchführen will. Die Tage seiner Diktatur sind gezählt und Cäsar realisiert dies zunehmend. Ob seines eisernen Willens lässt sich Cäsar aber nicht davon abhalten, seinen Plan durchzuführen. Als er ein Dossier mit den Namen der Personen erhält, die sich gegen ihn auflehnen und eine Verschwörung planen, ist er nicht willens es zu öffnen. Cäsars Angst einen vertrauten Namen zu entdecken überwiegt. Brutus, ein geliebter Freund Cäsars, ist ebenfalls auf dieser Liste aufgeführt und berichtet Kleopatra, dass Cäsar dieses Dossier zu einem späteren Zeitpunkt lesen wird. Kleopatra beruhigt daraufhin Brutus und mobilisiert ihre Streitkräfte.
Unterdessen hat Cäsar ständig Visionen seines Todes. Er ahnt, dass er sterben wird und er weiß ebenfalls, dass er nicht mehr nach Alexandria fliehen kann. Auf dem Weg zur morgendlichen Reitstunde kommt ihm ein Gedankenblitz. Wenn der Senat und die Stadt gegen ihn sind, wieso wendet er sich nicht erneut dem Volk zu? Er, dem das Volk einmal zu Füßen lag und ihn vergötterte, könnte der Diktatur selbst ein Ende setzen und abdanken. Mit neuer Zuversicht begibt er sich nach Hause.
Bei Kleopatra und Brutus löst die neue Zuversicht Cäsars andere Gedanken aus. Sie machen sich Sorgen und reden sich ein, dass Cäsar sicherlich das Dossier gelesen hat.
Nach einer Rede von Cäsar, in der er seine Abdankung preisgibt, schickt er seinen Sekretär Titus Rarus aus, um die Stimmung in der Stadt zu erkunden. Dieser Sekretär kehrt lange Zeit nicht zurück und Cäsar macht sich Sorgen um seinen Kopf.
Als Kleopatra die Spannung nicht mehr aushält, wie es um sie steht, beschließt sie, Cäsar zu besuchen. Sie verlässt Cäsars Palast später aber unbefriedigt wieder und Cäsar selbst macht sich auf zu seinen Sekretären, um im Geheimen die neue Verfassung aufzugeben. Rarus ist immer noch nicht zurück von seiner Mission und Cäsar beschließt, zu einem Hunderennen zu gehen, um die Stimmung selbst zu erfassen. Da ihn die Leute selten oder noch gar nie von Angesicht zu Angesicht sahen, befürchtet er nicht erkannt zu werden. Unglücklicherweise sind seine nächsten Sitznachbarn in der Arena Geheimpolizisten und so geht er ohne neue Informationen wütend nach Hause.
Vor dem Haus empfängt ihn sein Sekretär und teilt ihm mit, dass niemand verhandeln will. Cäsar bleibt nichts anderes übrig und er sieht keinen anderen Weg mehr als Carpo, einen einfachen Bauarbeiter dem die Leute vertrauen, aus dem Gefängnis zu holen, um ihm den Auftrag zu geben, die Stimmung des Volkes zu messen. Als Cäsar dem alten Mann seine Pläne über die „neue Ordnung“ und die geplante Demokratie erzählt, bleibt Carpo still und ungetan und wird schlussendlich wieder in sein Loch zurückgeschickt.
Vor seinem Palast wird Cäsar von seinen neuen Wachen nicht mehr erkannt. Es sind Neger, welche die lateinische Sprache nicht verstehen und deswegen schwerer aufzuhetzen sind. In dieser Nacht schläft Cäsar schlecht und am darauf folgenden Morgen erfährt er, dass Rarus ermordet wurde und das Dossier verschwunden ist. Der Palast ist nun nicht mehr sicher. Cäsar reist aus purer Verzweiflung zu Kleopatra. Dort angekommen stellt er mit Entsetzen fest, dass sie nicht zu Hause ist, und er muss zurückreisen. Die Tore seines Palastes stehen offen und die Wachen sind abgezogen. Cäsar geht in den Senat und wird dort empfangen. Nach ein paar wenigen Zeremonien wird Cäsar etwas zu lesen gegeben. Dies ist der Moment, in dem sie über ihn herfallen und es um Cäsar geschehen ist.

### Cäsars Legionär
Diese Perspektive geht von Terentius Scaper und seiner Tochter Lucilia aus. Terentius macht sich am 13. März 44 mit seiner Familie auf den Weg nach Rom, wo seine Tochter mit ihrem Verlobten, Titus Rarus, wohnt. Auf diesem Weg treffen sie immer wieder auf Soldaten, was das Gerücht eines bevorstehenden Krieges erhärtet. In Rom angekommen, will Terentius seinen Schwiegersohn am Palast von Cäsar besuchen. Nach langer Suche findet er ihn und gibt ihm die Schuld, dass sie von ihrem Haus enteignet wurden und auf der Straße gelandet seien. Titus verteidigt sich und verspricht ihnen zu helfen. Just in diesem Moment betritt Cäsar den Raum und bittet Rarus um Hilfe. Er ist der Einzige, dem Cäsar vertrauen kann.
Scaper und seine Tochter kehren zufrieden in ihr Dorf zurück, denn sie sehen das Auftreten Cäsars als ein gutes Zeichen und wollen ihre Familie informieren.
Titus Rarus wird in geheimem Auftrag losgeschickt, einen mysteriösen spanischen Bankier aufzusuchen und ihn über die Widerstände gegen Cäsar zu befragen. Von diesem Bankier bekommt Rarus das berüchtigte Dossier und als er es Cäsar abliefern will und dafür Geld für seine Verlobte verlangt, wird er von Cäsars Wachen verhört. Diese wissen nichts von einem geheimen Auftrag und Rarus wird entlassen.
In all dieser Zeit ist Rarus nie bei Lucilia aufgetaucht. Diese ist traurig und besorgt um ihr Leben, da sie und ihre Familie dringend 300 Sesterzen brauchen, um zu leben. Sie beschließt, sich das Geld selbst bei Pompilius, dem Pachtherrn und dem Schuldner, zu verdienen und hat damit Erfolg. Sie tut dies, indem sie ihren schönen Körper für Geld verkauft und erarbeitet so das benötigte Geld für Essen und übergibt es ihrem Vater. Rarus, ihr Verlobter, kann dies nicht akzeptieren und reißt das Geld aus Scapers Händen, beteuert jedoch, er besorge das Geld selbst und bringe es zurück.
Als Rarus am nächsten Morgen das Geld nicht vorbeibringt, wird Scaper wütend und glaubt nicht mehr an das Versprechen von Rarus. Dieser bekam früh morgens von Cäsar den Auftrag, die Haltung der Bevölkerung gegenüber einer Demokratie auszukundschaften. Er schreibt deswegen Lucilia und ihrer Familie, dass ein großes Ereignis bevorstehe und das Geld bald komme. Die Familie ist außer sich vor Freude. Rarus findet dabei heraus, dass die Politiker kein Vertrauen mehr in Cäsars Handeln haben und er rät ihm zu fliehen. Rarus will Cäsar zur Flucht verhelfen und stellt für ihn Ochsenkarren zur Fahrt nach Alexandria bereit. Er besticht Grenzsoldaten mit den 300 Sesterzien, die für Scaper gedacht waren, damit sie Cäsar bei der nächtlichen Flucht passieren lassen. Später beichtet Rarus Scaper alles und bittet ihn um Hilfe. Scaper soll um Mitternacht Cäsar am Palast abholen. Scaper ist nachsichtig und verspricht ihm, dies zu tun.
Als Rarus, seinen Auftrag abgeschlossen hat und zu seiner Verlobten zurückkehren möchte, bemerkt er, dass er verfolgt wird. Seit dem Morgen verfolgen ihn zwei Männer. Er schickt Lucilia zu ihrer Mutter und versucht die Verfolger abzuwimmeln. Er eilt zurück in den Palast Cäsars und holt das Dossier mit den Namen der Verschwörer hervor. Es war noch ungeöffnet als er das Dossier aufmacht und er die Namen vieler Freunde von Cäsar, wie Brutus und Cassius, findet. Er ist sich sicher es Cäsar zeigen zu müssen, um ihn zur Flucht zu bewegen. Die neuen Wachen Cäsars lassen ihn nicht mit dem Papyrus davon und versperren ihm den Weg. Auf dem Rückweg zu seinem Zimmer, bemerkt Rarus, dass er wieder verfolgt wird und schließt sich in seinem Zimmer ein. Rarus wird in dieser verhängnisvollen Nacht noch umgebracht.
Scaper ist ab Mitternacht mit dem Ochsenkarren bereit, jedoch Cäsar erscheint nicht. Am Morgen des 15. März wird Cäsar vom Tode des Rarus berichtet und dass das Dossier verschwunden sei. Cäsar wird danach in der Senatssitzung ermordet und der alte Scaper geht zurück zu seiner Familie und so kommt es, dass die Schuld der 300 Sesterzien nie beglichen wurde.

## Form
Der Text ist eine Erzählung, die sich auf antike geschichtswissenschaftliche Schriften stützt. Sie wird in 2 Teilen erzählt. Beide Teile handeln vom selben Ereignis, dem Untergang Cäsars. Im ersten Teil wird die Geschichte aus der Sicht von Cäsar wiedergegeben. Dieser Teil wird aus der persönlichen Sicht Cäsars erzählt. Im zweiten Teil wird das gleiche Ereignis aus der Sichtweise seines Sekretärs Rarus geschildert. Hier wird aber eine auktoriale Erzählperspektive gewählt.
Die beiden Erzählungen zusammen betrachtet ergeben den Eindruck, dass es zwei einzelne Geschichten sind, die nur das Hauptthema verbindet. Es könnte jede der beiden Geschichten alleine Sinn ergeben und ist es interessant, das Hauptthema zwei Mal zu erleben. Die Geschichte von Cäsar und seinem Legionär ist keine klassische Erzählung. Die Geschichte erlebt immer wieder Zeitsprünge und wechselt oft den Handlungsort.

## Deutung

### Reiten
Als Cäsar reitet, hat er den brillanten Einfall einer Demokratie. Egal, wie das Ross beim Reiten geführt und die Zügel in die Hand genommen werden, das Pferd hat immer seinen eigenen Willen und macht, was es selber für gut empfindet. Dies ist eindeutig eine Parallele zum Volk. Dem Volk kann etwas aufgezwungen werden. Wenn es dies nicht will, kommt es zu Aufständen. Werden dem Volk zu viele Freiheiten gelassen, so machen es, was es will und ist unkontrollierbar.

### Hunderennen
Als Cäsar das Hunderennen besucht, hat er mit seinem Vorhaben keinen Erfolg. Er wettet auf einen bestimmten Hund. Dieser gewinnt nie, solange sich Cäsar in der Arena befindet. Nachdem er die Arena verlassen hat, gewinnt sein Hund das Rennen. Es lässt sich vordeuten, dass es ohne Cäsar besser wäre und wenn er anwesend ist, entstehen nur Unstimmigkeiten, wie bei den Zuschauern in der Arena.

### Cäsar
Cäsar steht als ein Symbol für die Vergänglichkeit. Obwohl er viele Schlachten gewonnen hat und viel neues Land eroberte, ist er am Schluss geschlagen. Er ahnt seinen Untergang schön früh und möchte ihn verhindern. Seine Gegner, das Volk, die City und der Senat sind zu stark.

### Kleopatra
Die ägyptische Königin Kleopatra VII. (die Große) lebte von 46-44 vor Christus in Rom. Sie und Cäsar waren ein Liebespaar. Das Verhältnis war nicht nur ein reines Liebesverhältnis, sondern von den politischen und herrschaftlichen Ansprüchen der beiden geprägt. Ob Kleopatra an der Verschwörung beteiligt war, ist historisch nicht belegt. Nach Cäsars Ermordung kehrte sie zurück nach Ägypten.

### Dossier
Das Dossier wird von Cäsar nie aufgemacht. Er hat zu große Angst, bekannte Namen zu lesen. Es steht als ein Zeichen für Betrug und Verrat. Hätte Cäsar es eventuell gelesen, wäre er eventuell nicht gestorben. Dies hätte viel Kraft gekostet und so hätte Cäsar sich zu einem Verräter gemacht.

## Wirkung/Rezeption
In Cäsar und sein Legionär lässt sich der Aufstieg und der Fall von Cäsar erkennen. Cäsar wird zum Herrscher über Rom und erreicht viel Ruhm. Mit dem Erfolg ist etwas Schlechtes gekoppelt. Cäsars Gier nach Macht ist sein Aufstieg und gleichzeitig sein Untergang. Daraus lässt sich schließen, dass Macht in längerer Aussicht nichts erreichen kann.
Cäsar ist also ein Mann großer Macht, jemand, der die soziale Ungleichheit verstärkt und in keinerlei Weise etwas daran ändern möchte. Nach Brechts Ideologie, die des Marxismus, soll jeder Mensch gleich viel Macht besitzen.
So ist es von Anfang an klar, dass Cäsar in Brechts Erzählung sterben wird.
Das Verhalten von Cäsar ist sehr speziell. Er verhält sich irrational und versucht teilweise mit merkwürdigen Taten seine Macht zu behalten. Dies zeigt, dass er durch seinen Willen gesteuert ist und nicht von seinem Verstand. Damit lässt sich erklären, warum er bei Kleopatra Hilfe sucht oder weshalb er eine Demokratie einführen will. Er tut dies alles, um an der Macht zu bleiben, was ihn aber direkt in sein Verderben führt.
In der Geschichte spielt die soziale Ungleichheit eine wichtige Rolle. Die Schulden von der Familie Scaper betragen 300 Sesterzien und sind eine enorme Summe für sie. Für Cäsar aber, bedeutet dieses Geld sehr wenig und dennoch bezahlt sie nicht. Obwohl nie erwähnt wird, wie hoch Cäsar's Vermögen ist, lässt sich erahnen, dass er sehr reich ist, aber aus Gier nichts für andere übrig hat. Gier führt nach dem Marxismus jedes Mal zum Untergang und dies wird in Brechts Erzählung erneut sichtbar. Die soziale Gleichheit wird verstärkt, als am Ende der Geschichte die Schuld immer noch besteht und dies vermutlich noch negative Folgen für die Familie Scaper ergeben wird.
Brecht übt in Cäsar und sein Legionär Kritik an der damaligen und heutigen Gesellschaftsordnung aus. Für ihn ist es nicht in Ordnung, dass die normalen Bürger leiden müssen und dafür die Herrscher ein schönes Leben führen können. In Bezug zur heutigen Zeit heißt das, dass unsere Politiker und Herrscher sich nicht auf die Kosten ihrer Mitmenschen vergnügen dürfen.
Brecht fordert den Leser auf, etwas gegen die Ungleichheit zu tun. In dieser Aufforderung spiegelt sich das Bild des Selbstdenkens wider. Der Mensch soll sich nicht nur auf andere verlassen und sich stets selbst eine Meinung bilden und diese durchsetzen. Diese Ansicht hat viele Beziehung zur damaligen Zeit, als die Leute sich nur auf leere Versprechen abstützen und nichts dabei überlegte. Ein anderes extremes Beispiel wäre der Aufstieg Hitlers vor dem Zweiten Weltkrieg. Die Geschichte ist ein gutes Beispiel, dass Diktatur nicht gut gehen oder funktionieren kann. Cäsar, der Diktator, erlangt Macht. Schlussendlich ist dies sein Untergang. Jeder Mensch soll gleich viel Macht besitzen damit eine gute Gesellschaftsordnung herrschen kann. Somit ist die Geschichte ein Abbild, was passieren wird, wenn Macht ungleich verteilt ist.